# BMW 507
La BMW 507 est un roadster GT de prestige du constructeur automobile allemand BMW, construit en petite série entre 1955 et 1959, pour tenter de rivaliser - sans succès - sur le marché américain avec les légendaires Mercedes-Benz 190 SL, Mercedes-Benz 300 SL, Ford Thunderbird, Chevrolet Corvette C1, Jaguar XK140, Porsche 356, Aston Martin DB Mark III, et autres Ferrari America et Superamerica.

## Historique

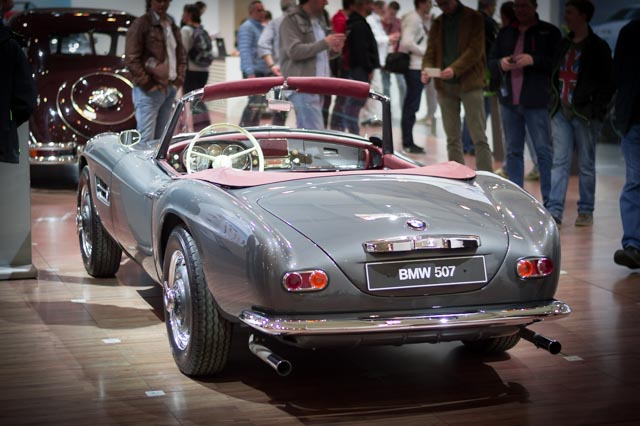
BMW 507 au Technoclassica 2016.

La 507 est une évolution de la BMW 503, conçue par le designer allemand de BMW Albrecht von Goertz (élève du designer Raymond Loewy). Un prototype est présenté en 1955 au palace Waldorf-Astoria de Manhattan à New York, puis au salon de l'automobile de Francfort, puis au salon de l'automobile de New York, avant de lancer la production l'année suivante, avec une prévision de vente de 1000 unités par an. Lors du Salon de l’automobile de Francfort, deux véhicules ont été achevés pour ce salon, une version gris-bleu de 165 ch, qui était disponible pour des essais routiers en dehors du salon, tandis qu’un deuxième modèle, fini en blanc, était directement exposé sur le stand BMW, cette version n’avait qu’un moteur et des freins factices. Une revue de l'époque cite lors de la première apparition du roadster en 1955 : « BMW a battu les Italiens dans la catégorie des voitures de sport haut de gamme. » . L’importateur américain de BMW, Max Hoffman, a joué un rôle clé dans la décision de développer ce véhicule. Il y a vu d’importantes opportunités de vente aux États-Unis.
La BMW 507 avec le moteur de 165 ch a été présentée par Hans Stuck, un modèle avec le numéro de châssis 70079 et le numéro d’immatriculation M JX 800 a également été utilisé avec succès dans des courses de montagne.

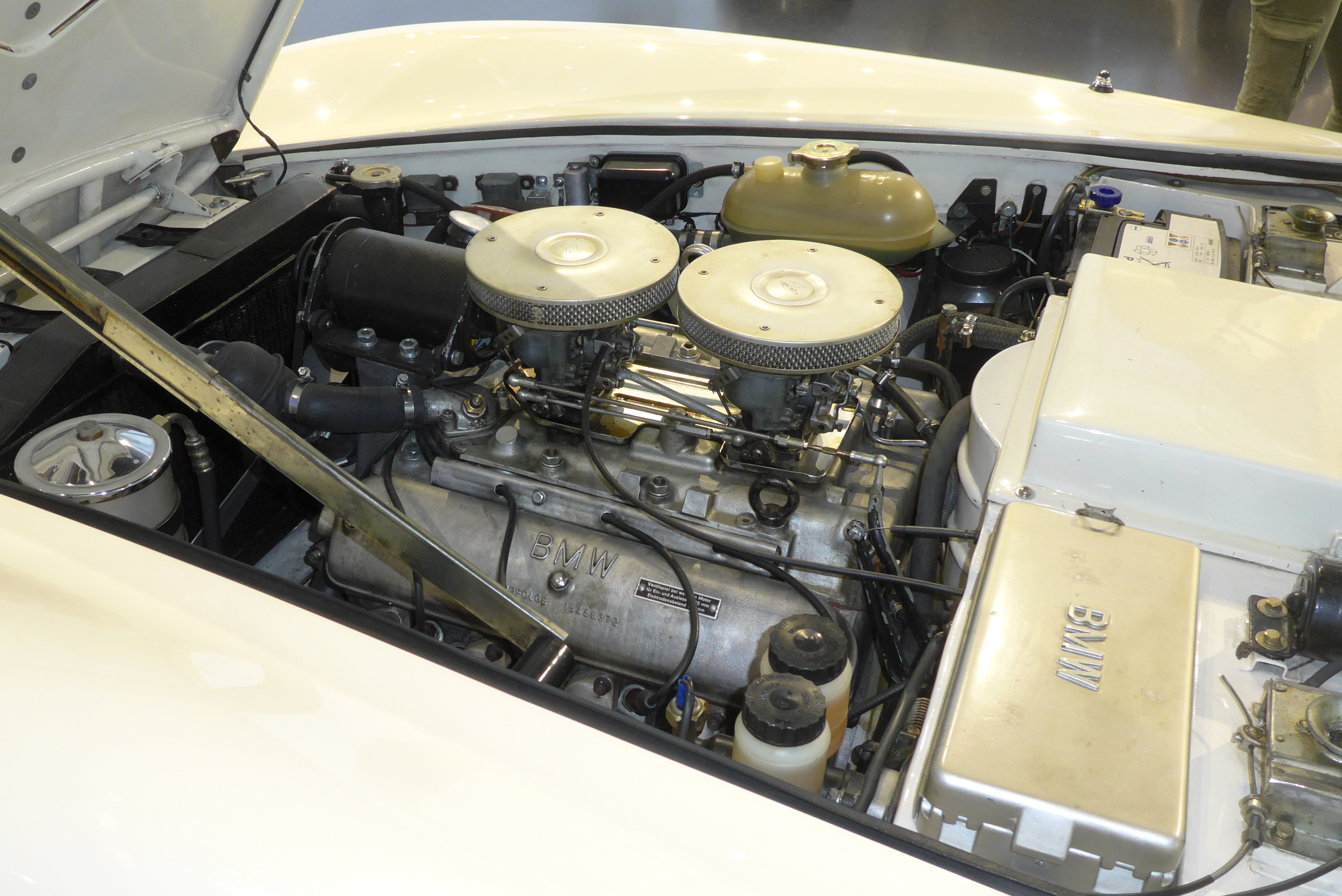
Compartiment moteur
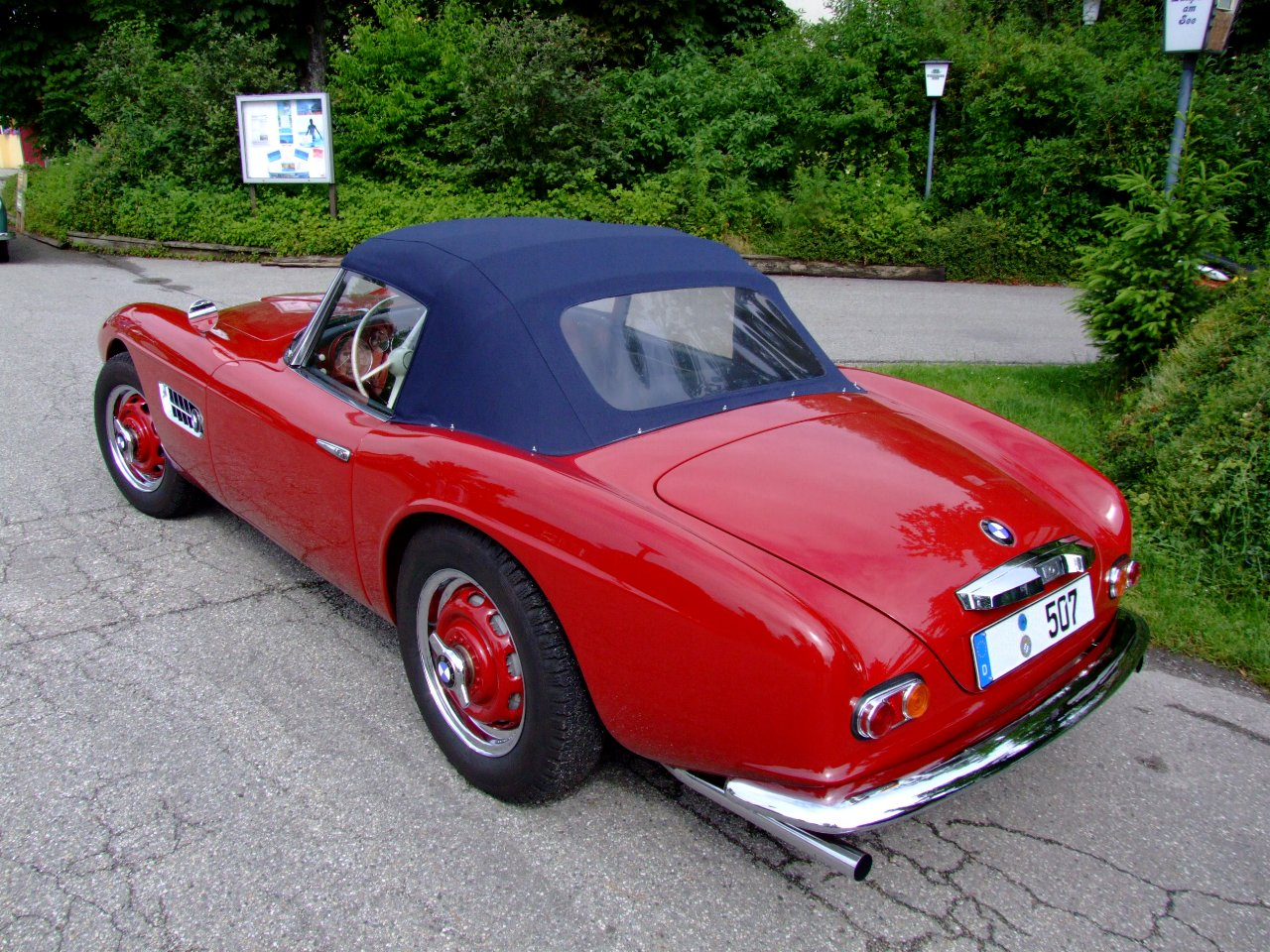
Vue arrière, capote fermée
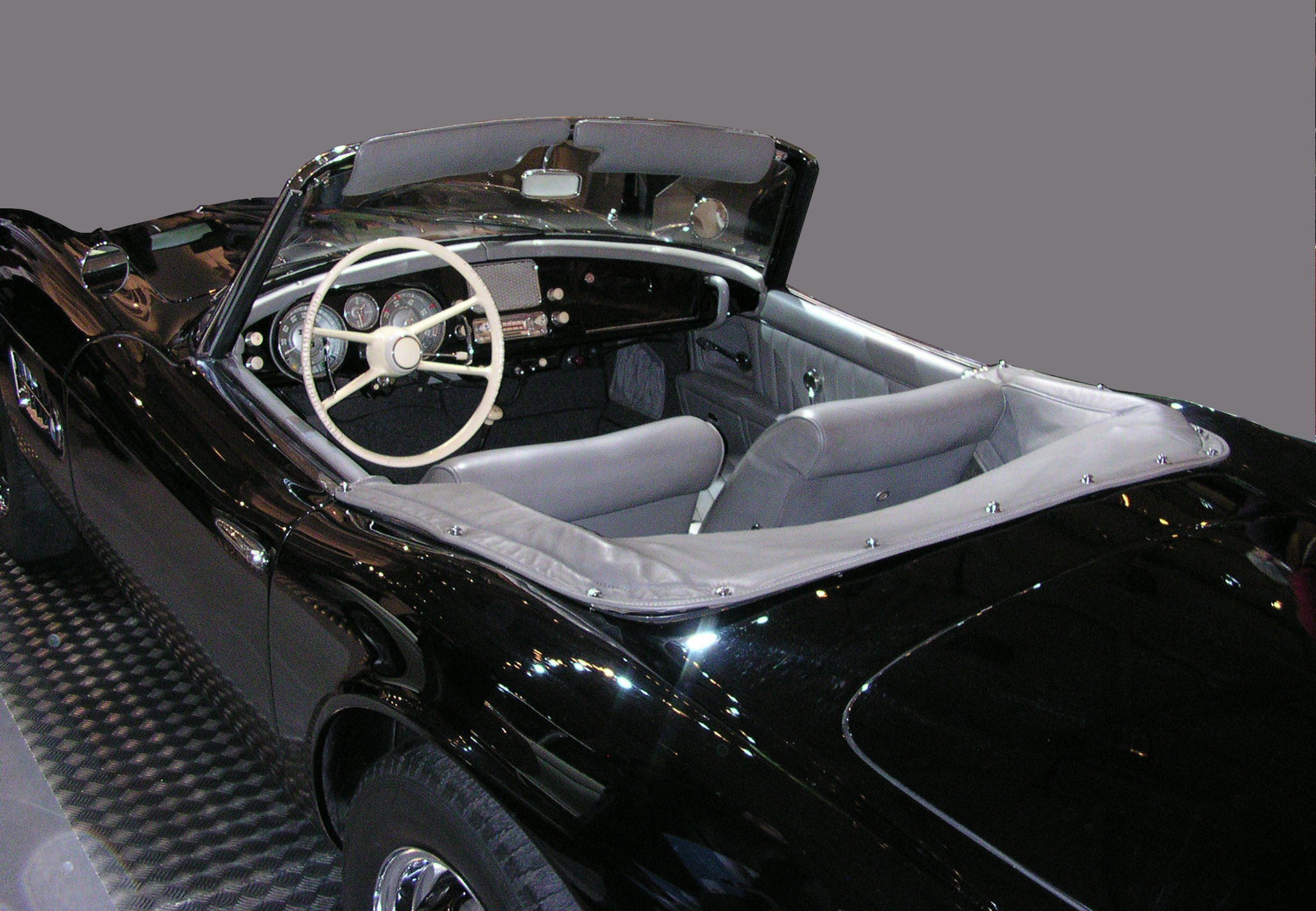
Espace intérieur
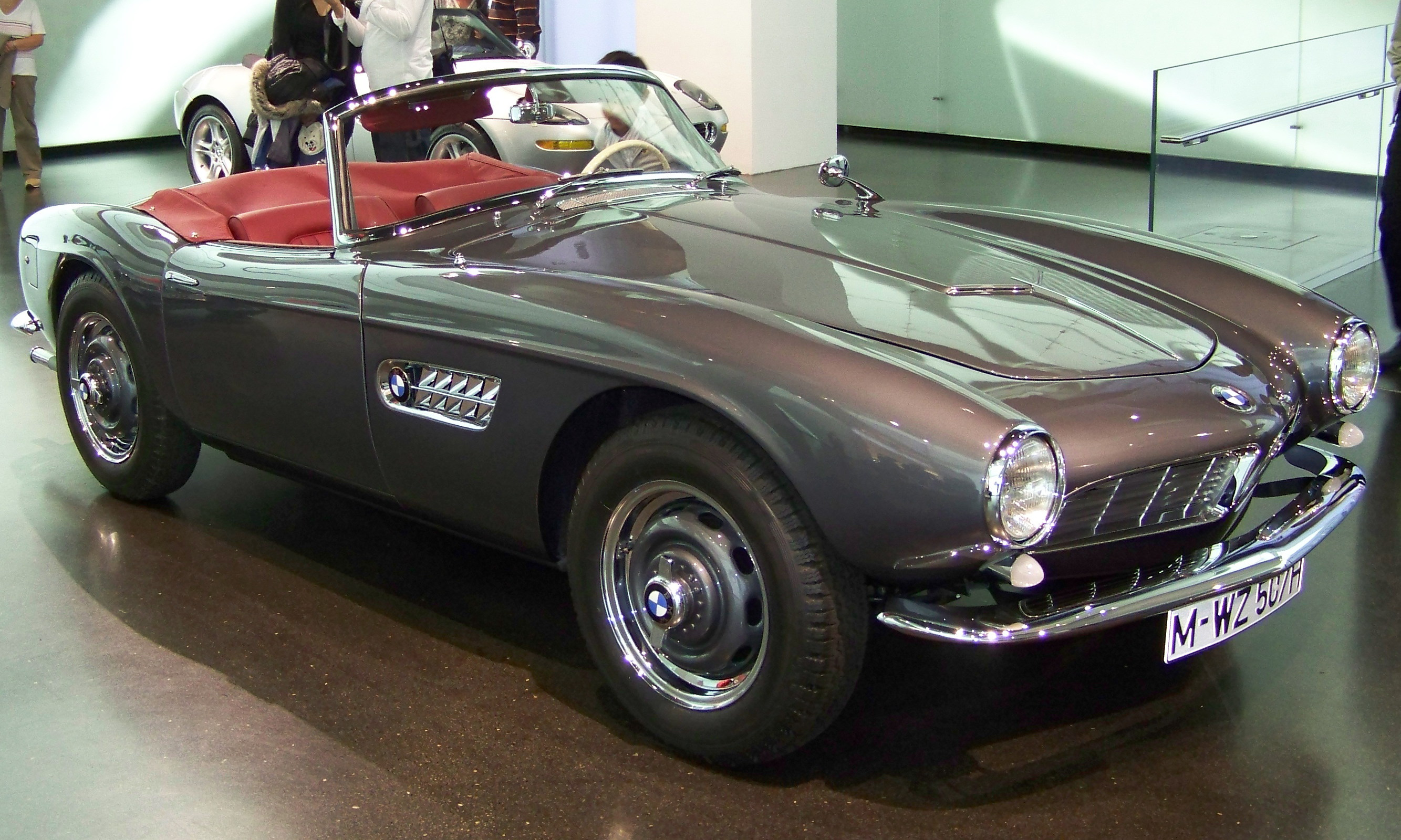
Une BMW 507 au Musée BMW

Les 43 premiers véhicules (construits avant mars 1957) sont appelés série I, une série II a suivi. Les caractéristiques distinctives les plus importantes sont la trappe du réservoir de carburant, qui n’est plus situé derrière la capote du véhicule, mais sur l’aile arrière droite, ainsi qu’un nouveau tableau de bord avec haut-parleur intégré et une boîte à gants plus grande.
Le véhicule coûtait environ 26 500 Deutsche Mark en 1957, ce qui correspond à environ 67 000 euros en monnaie actuelle après une considération purement arithmétique de l’inflation. Cependant, une comparaison avec le revenu annuel brut d’un ouvrier moyen, qui ne s’élevait qu’à 5 043 Deutsche Mark, est plus éclairante. Le prix d’achat de la voiture correspondait donc à environ 5,5 fois le salaire annuel brut d’un employé de l’époque. Pour l’année 2016, la même série de statistiques fait état d’un salaire annuel de 36 267 euros, donc on pourrait déduire que le prix d’achat fictif de la voiture en 2016 serait d’un peu moins de 200 000 Euros (36 267 euros fois 5,5).
Destinée à rivaliser avec la concurrence dans la catégorie sportive de prestige sur le marché américain, la 507 connait un important échec commercial, dû en partie à son tarif exorbitant de 10 000 dollars de l'époque, et une production à perte de 15 millions de Deutsche Mark en 1959 qui contraint le constructeur à arrêter la production début 1959 pour éviter la faillite.
En 1969, Marcello Gandini a conçu pour la Carrozzeria Bertone le concept-car Spicup sur base de BMW E3, cela devait être une proposition de successeur à la 507. Cependant, BMW n’a pas repris le concept de Bertone.

## Caractéristiques
La 507 reprend le châssis des BMW 503, raccourci de 35 cm, avec une carrosserie façonnée artisanalement en aluminium. Le chef designer BMW Chris Bangle s'en inspirera pour la carrosserie des BMW Z8 de 2000-2003, considérée comme son héritière directe, en témoignent les phares, les haricots BMW allongés et les ouïes latérales. Techniquement, la BMW 507 est basée sur la berline BMW 501/502 : châssis en caisson, suspension à roues indépendantes à l’avant et essieu rigide à l’arrière avec suspension à barre de torsion tout autour. Une particularité de la BMW 507 - comme pour les modèles 501/502, 503 et BMW 3200 CS - était la position d’installation de la boîte de vitesses : contrairement à d’autres automobiles, elle n’était pas directement bridée sur la cloche d’embrayage, mais elle était élastiquement fixée au cadre des sièges avant et elle passée par un court arbre à cardan relié à l’attelage. Les avantages de cette disposition étaient que le centre de gravité était plus en arrière et la possibilité de monter le moteur plus facilement. L’embrayage pouvait être remplacé sans retirer la boîte de vitesses. De plus, l’espace pour les pieds n’était pas limité par la longue unité d’embrayage/transmission.
Elle est motorisée par le moteur BMW OHV V8 des BMW 502 / BMW 503, premier moteur V8 historique de la marque, de 3,2 Litres (3 168 cm3) de cylindrée, incliné à 90°, à soupapes en tête, poussé à 150 chevaux (110 kW) avec deux carburateurs Zenith double corps, qui lui permet une vitesse maximum de 217 km/h. Une variante du moteur avec 165 ch et un taux de compression modifié était également proposée en option (une vitesse de pointe de 220 km/h était possible avec un rapport de démultiplication plus long). Le carter moteur est en aluminium. Le poids à vide du véhicule est de 1 330 kg (dont 110 litres d’essence).

## BMW 507 célèbres
De nombreuses stars du spectacle de l'époque en possèdent une, dont Alain Delon, Jean Marais, Toni Sailer, John Surtees.
Elvis Presley en a acheté une en Allemagne entre 1958 et 1960, durant son service militaire. En 1962, sa voiture est apparue en Alabama, elle a reçu un moteur V8 de Ford et d’autres technologies américaines. Il l’offre à l’actrice Ursula Andress quelques années après son retour aux États-Unis, où elle apparaît dans leur film musical commun L'Idole d'Acapulco de Richard Thorpe de 1963. En 1968, l'ingénieur aéronautique californien Jack Castor l'a achetée, mais il ne l'a conduite que sporadiquement avant de la stocker dans un entrepôt vers 1974. Elle a été retrouvée à l'état d'épave dans un hangar de Californie. Le musée BMW de Munich a montré le véhicule en août 2014 dans un état non restauré - la voiture manquait de nombreux composants, y compris le moteur lui-même. Elle est exposée au musée BMW de Munich depuis 2016, après deux ans de restauration complète dans son état d'origine. Cette auto a été présentée au Concours d'Elegance à Pebble Beach en Californie.
En outre, la BMW 507 était également présente dans de nombreux films cinématographiques, par exemple la comédie allemande de 1959 Hula-Hopp, Conny (en) avec Cornelia Froboess et Rex Gildo.
Elle apparaît dans le premier film de la trilogie Fantômas d'André Hunebelle, conduite par les acteurs Jean Marais et Louis de Funès. La légende raconte que le modèle utilisé pour le film était la voiture personnelle de Jean Marais, grand amateur de voitures de sport, et de BMW en particulier.[réf. nécessaire]
Une version unique de BMW 3200 Michelotti Vignale est conçue par le designer italien Giovanni Michelotti, sur les bases d'un châssis et moteur de BMW 507. La carrosserie est réalisée par le designer Sergio Scaglietti chez Vignale à Turin. Elle est présentée au Salon de l'automobile de Turin de 1959, et a appartenu à plusieurs propriétaires, exposée un temps au musée de l'automobile de Blackhawk près de San Francisco en Californie, avant d’être rachetée par le Musée BMW de Munich.
Le 2 avril 2015, le ministère fédéral des Finances d’Allemagne a émis un timbre spécial d’une valeur nominale de 1,45 euro représentant la BMW 507 dans la série des timbres "Automobiles allemandes classiques".

## Lieu et chiffres de production
La BMW 507 est considérée comme l'une des plus belles voitures des années 1950, prisée dans les concours d'élégance. Elle a été construite sur le site industriel historique de Munich en Allemagne (Tour BMW / Musée BMW). 
Sa production très limitée en fait une des automobiles de collection les plus chères et recherchées de l'histoire de l'automobile, avec une cote à plus d'un million d'euros[réf. nécessaire].
Sur les 252 véhicules construits, environ 220 ont survécu; cinq de ces voitures appartiennent à BMW. La BMW 507 est un objet de collection populaire. À l’été 2018, l’exemplaire avec le châssis no. 70067 (construit en 1957) de la succession du pilote automobile britannique John Surtees s’est vendu, par la maison de vente aux enchères Bonhams, 3 809 500 £ au Festival de vitesse de Goodwood (Lot 330).
| Année | Nombre d’exemplaires |
| 1955  | 3                    |
| 1956  | 2                    |
| 1957  | 102                  |
| 1958  | 101                  |
| 1959  | 46                   |
| TOTAL | 254                  |

## Importation en France
Les frères Bernardet, René et son frère Roger possèdent l'Impérial Garage, au 23 bd de Courcelles à Paris, où ils sont concessionnaires Simca depuis de nombreuses années, puis Facel Vega en 1954 et bien sûr, distributeur de leurs scooters Bernardet depuis 1947.
Les rapports établis avec le Bureau permanent International de la chambre syndicale de la Moto et du Cycle leur permettent d’entrer en contact avec la firme BMW à Munich.
Dès 1955, BMW leur offre l'import exclusif des voitures BMW 507 et 700 pour la France.
Le quota de vente de ce fabuleux roadster 507 extrêmement cher, vendu 5 000 000 F, était de une à deux voitures par an pour la France.
Avec l'aide de leurs amis Tsatcho Thodorof et Willy Tissot, Président des montres suisses Tissot, ils créent un important réseau commercial en se servant des agents distributeurs Bernardet et en leur demandant de se convertir en agents BMW auto et moto, durant les quatre années qui suivent.
Le réseau atteint plus de 1 200 concessionnaires autos et 600 motos. Les marchés d'État sont aussi une ressource importante, la Police, la Gendarmerie et des services du ministère de l'Intérieur commandent des motos BMW R27 250 cm3 en 1961[réf. nécessaire].